# Андреј Черкасов
Андреј Черкасов (рус. Андрей Геннадъевич Черкасов; 4. јул 1970. у месту Уфа, СССР) је бивши руски тенисер. Професионално је играо од 1988. до 2000. године. Најбољи пласман на АТП листи му је био број 13.